# Volunteer Point
Koordinaten: 51° 28′ 15,7″ S, 57° 50′ 41,7″ W

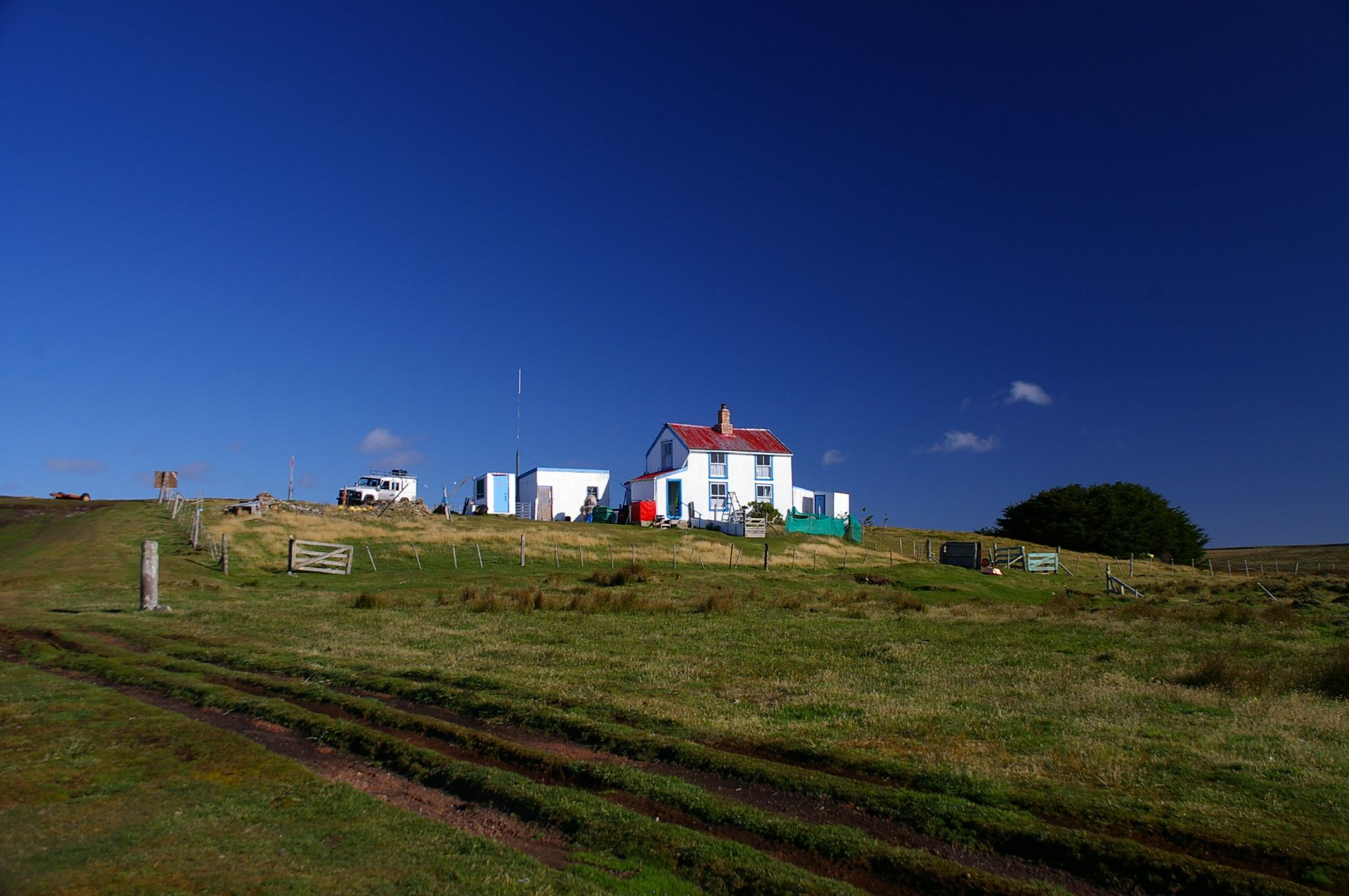
Einsamer Vorposten – der „Volunteer Point.“

Volunteer Point ist eine Landzunge an der Ostküste von East Falkland, nördlich der Hauptstadt Stanley. Sie zählt zu den Brutplätzen von Königspinguinen; auch See-Elefanten kommen hier vor. Am Zugang zur Insel befindet sich ein Haus und einige Lagerschuppen – Wohnung von Freiwilligen, wovon der Ortsname abgeleitet wurde.

## Strategische Bedeutung im Falkland-Krieg
Während des Falkland-Krieges wurde von den Argentiniern die Landung der Briten an diesem Punkt angenommen, da er weit genug weg von den argentinischen Militärflugplätzen sowie ein Rückzugsraum bei der Rückeroberung der Hauptstadt Stanley war. Tatsächlich landeten die Briten jedoch im San Carlos Water.